# Chewy: Esc von F5
Chewy: Esc von F5 (internationaler Titel Chewy: Esc from F5) ist ein Point-and-Click-Adventure-Computerspiel, das New Generation Software entwickelt und Ende 1995 von Blue Byte für MS-DOS veröffentlicht wurde. 1997 erschien eine Version für Microsoft Windows.

## Handlung
Das außerirdische Duo Chewy und Clint versuchen von ihren Todfeinden den Borx den „roten Glump“ zu stehlen. Sie werden jedoch von einer Raumpatrouille aufgehalten. Clint verschlägt es durch ein Wurmloch auf die Erde. Chewy wird auf dem Gefängnisplaneten F5 inhaftiert.

## Spielprinzip
Gesteuert wird über vier Symbole (gehen, nehmen, anschauen, sprechen), mit denen Sammelgegenstände kombiniert werden müssen.

## Rezeption
Aufgrund der einfachen Rätsel und der kindlichen Sprachausgabe richte es sich vorwiegend an jüngere Spieler. Die Schauplätze seien abwechslungsreich gestaltet. Stilistisch erinnere es an Day of the Tentacle. Die Präsentation sei stimmig und die Rätseldichte hoch. Es sei voller Anspielungen und Insider-Gags.
Retrospektiv habe Blue Byte zwar Mut bewiesen, ein neues Genre zu versuchen. Finanziell konnte Chewy: Esc von F5 die Erwartungen jedoch nicht erfüllen.